# 塔瓦内拉德塞拉托
塔瓦内拉德塞拉托，是西班牙卡斯蒂利亚-莱昂帕伦西亚省的一个市镇。 总面积46平方公里，总人口162人（2001年），人口密度4人/平方公里。